# Paisios (Aravantinos)
Paisios (světským jménem: Panagiotis Aravantinos; * 5. října 1944, Lixouri) je řecký pravoslavný duchovní Konstantinopolského patriarchátu, arcibiskup a metropolita Lerosu, Kalymnosu a Astypalaie.

## Život
Narodil se 5. října 1944 v Lixouri na ostrově Kefalonia.
Základní vzdělání získal doma a následně navštěvoval Pátmoskou církevní školu. Dále pokračoval ve studiu na teologické fakultě Aristotelovy univerzity v Soluni.
Dne 9. února 1967 byl metropolitou Rhodosu Spyridonem (Synodinosem) postřižen v monastýru v Ialysosu na monacha a 10. února byl rukopoložen na hierodiakona.
V letech 1977-1998 byl profesorem Pedagogické akademie na Rhodu.
Roku 1977 se stal protosynkelem metropolie Rhodos a tuto pozici zastával až do roku 2005. Dne 28. června 1981 byl rukopoložen na jeromonacha a současně byl povýšen na archimandritu.
Roku 1982 byl zvolen představeným monastýru Panagia Faneromeni na Rhodosu. Představeným byl až do roku 2005.
Dne 17. května 2005 byl Svatým synodem Konstantinopolského patriarchátu zvolen metropolitou Lerosu, Kalymnosu a Astypalaie. Dne 21. května proběhla jeho biskupská chirotonie.